# WWE No Way Out
No Way Out là một sự kiện pay-per-view đấu vật chuyên nghiệp tổ chức bởi World Wrestling Entertainment. Khi được tổ chức lần đầu năm 1998 nó vốn là một sự kiện In Your House, sau đó mới được cho tổ chức vào tháng 2 hằng năm từ năm 2000. Từ 2004-2007, No Way Out là sự kiện dành riêng cho chương trình SmackDown!.

## Kết quả

### 2007
No Way Out 2007 tổ chức vào ngày 18 tháng 2 2007 tại Trung tâm Staples ở Los Angeles, California. Bài hát chính thức là "Powertrip" của Monster Magnet. Đây là sự kiện PPV cuối cùng dành riêng cho một chương trình (SmackDown!).
- Dark match: Rob Van Dam đánh bại Shelton Benjamin (10:55)
  - Van Dam hạ Benjamin sau đòn Five-Star Frog Splash.
- Chris Benoit và The Hardys (Matt và Jeff) đánh bại Montel Vontavious Porter và MNM (Joey Mercury và Johnny Nitro) (với Melina) (14:19)
  - Benoit buộc Mercury phải chịu thua với đòn Crippler Crossface.
- Chavo Guerrero thắng trận đấu Cruiserweight Open để giành đai WWE Cruiserweight Championship (15:49)
  - Scotty 2 Hotty hạ Daivari sau đònWorm (1:44)
  - Gregory Helms (c) hạ Scotty sau đòn Double knee facebreaker (3:44)
  - Helms hạ Funaki sau khi cuộn lại từ 1 cú Crossbody bởi Funaki (4:11)
  - Helms hạ Shannon Moore sau đòn Double knee facebreaker (6:12)
  - Jimmy Wang Yang hạ Helms với đòn Hurricanrana (8:02)
  - Yang hạ Jamie Noble sau đòn Moonsault (11:46)
  - Chavo Guerrero hạ Yang sau đòn Frog Splash (15:49)
- Finlay và The Little Bastard đánh bại The Boogeyman và Little Boogeyman trong trậnMixed Tag Team match (6:45)
  - Finlay hạ Little Boogeyman sau khi sử dụng gậy để đập.
- Kane đánh bại King Booker (vớiQueen Sharmell) (12:58)
  - Kane hạ Booker sau đòn Chokeslam.
- Paul London and Brian Kendrick đánh bại Deuce 'N Domino (với Cherry) để giữ lại đai WWE Tag Team Championship (8:06)
  - Kendrick hạ Deuce với đòn Victory Roll.
- Mr. Kennedy đánh bại ECW World Champion Bobby Lashley (15:25)
  - Lashley bị mất tư cách thi đấu sau khi anh đánh Kennedy bằng ghế sắt. Lashley giữ lại đai.
- John Cena và Shawn Michaels đánh bại Batista và The Undertaker (22:09)
  - Cena hạ Undertaker sau đòn Spinebuster từ Batista, Sweet Chin Music từ Michaels, và đòn FU từ Cena.